# Охота (фильм, 2012)
«Охота» (дат. Jagten) — датский художественный фильм, психологическая драма режиссёра Томаса Винтерберга. Премьера ленты состоялась 20 мая 2012 года на 65-м Каннском кинофестивале, релиз в России — 21 февраля 2013 года. Актёр Мадс Миккельсен, исполнивший в картине главную роль, удостоился на смотре Приза за лучшую мужскую роль.
«Охота» стала одним из фаворитов каннского жюри. Новое творение Винтерберга было восторженно встречено мировыми кинокритиками, часть из которых отмечала, что это лучший фильм режиссёра со времён «Торжества». Картина была выдвинута на премии BAFTA и «Золотой глобус» в номинации «Лучший фильм на иностранном языке», а Дания отправила её представить страну на премии «Оскар» в аналогичной категории.

## Сюжет
Недавно разведённый 42-летний школьный учитель Лукас (Мадс Миккельсен), потерявший работу из-за закрытия школы, становится  воспитателем в детском саду, проживает в небольшой датской деревушке. Его сын-подросток Маркус (Лассе Фогельстрём) после развода родителей хочет жить с ним, а не с матерью.
Во время работы воспитателем Лукас заводит романтические отношения с коллегой по работе. Вскоре, согласно сюжету, в главного героя влюбляется одна из его воспитанниц (4 года), маленькая Клара (Анника Веддеркопп), младшая дочь близкого друга Лукаса, Тео (Томас Бо Ларсен). Она заворачивает в бумагу пластиковое сердечко, кладёт его в конверт и во время игры воспитателя с мальчиками подбегает к нему и целует в губы, попутно засовывая в карман «подарок». Лукас поспешно отодвигает девочку, а после объясняет ей, что целовать можно только папу и маму, а подарок лучше подарить кому-то из мальчиков. 
Будучи «отвергнутой», Клара мстит объекту своей любви. Четырёхлетняя девочка под влиянием порнографических фото, которые ей показали на iPad старший брат и его друг, убеждает директора детсада Грету (Суссе Вольд), что Лукас проявлял к ней знаки внимания, и что она видела его половые органы. Директор Грета после обвинительной беседы с Лукасом сообщает (сначала родителям девочки, а затем уже и всем взрослым, которые водят своих детей в этот садик) о случившемся. Клара вскоре отказывается от сказанного, но взрослые сами навязывают ей картину произошедшего.
Лукас, который даже не понимает, что за ребёнок обвинил его в подобных действиях, становится изгоем в обществе. Все, кроме Маркуса и его крёстного отца Брууна (Ларс Ранте), начинают сомневаться в невиновности Лукаса. Суд оправдал Лукаса за неимением улик против него и отпустил, но люди продолжали ему мстить. Некто кинул камень в окно дома Лукаса и оставил труп его собаки под дверью. В магазине Лукаса избили и пробили ему голову банками консервов. В итоге девочка признаётся, что Лукас не виноват и ничего ей не сделал. Её отец идет с примирительным ужином к бывшему другу и проводит с ним сочельник.
Спустя год примирившиеся друзья снова собрались на охоту. Фильм заканчивается выстрелом в Лукаса: стрелявший промахнулся и попал в дерево, но из-за солнечных лучей его лица не видно. Силуэт медленно исчезает в лесу.

## В ролях
| Актёр               | Роль                    |
| ------------------- | ----------------------- |
| Мадс Миккельсен     | Лукас                   |
| Томас Бо Ларсен     | Тео                     |
| Александра Рапапорт | Надя                    |
| Анника Веддеркопп   | Клара                   |
| Лассе Фогельстрём   | Маркус                  |
| Суссе Вольд         | Грета                   |
| Анна Луиза Хассинг  | Агнес                   |
| Ларс Ранте          | Бруун                   |
| Оле Дюпон           | землевладелец / адвокат |

## Создание
Идея разработки подобного проекта возникла у Винтерберга после каннского триумфа ленты «Торжество». Режиссёр начал получать множество сценариев, прежде всего семейных драм и трагедий. Однажды на пороге его дома появился близкий знакомый, датский психолог. В его архиве с давних пор хранились интересные случаи «о фантазиях, которые замещают реальные воспоминания». Он заявил, что Винтерберг обязательно должен выбрать один из них и сделать по его мотивам фильм.
Спустя несколько лет после развода с супругой режиссёр ещё раз просмотрел папку с материалами психолога и нашёл подходящий случай. Он намеревался создать полнометражный фильм, в котором рассказал бы полностью вымышленную историю, главный герой которой был бы совершенно невиновным.
По признанию Винтерберга они со сценаристом Тобиасом Линдхольмом поначалу воображали главного героя подобием персонажа Роберта Де Ниро в «Охотнике на оленей». После утверждения на роль Миккельсена появился «христианин, твердо уверенный в том, что люди сами по себе хороши, что нужно вести себя максимально цивилизованным образом».
Съёмки стартовали в ноябре 2011 года в датской административной области Зеландия и продлились семь недель. К окончанию съёмочного процесса Винтерберг был не уверен в финальной сцене, поэтому он снял несколько эпизодов, после чего долго спорил с коллегами, какой лучше выбрать.

## Критика
Последователь Ларса фон Триера, Винтерберг снимает фильм в той же документальной манере, что и своё «Торжество», чтобы придать происходящему правдоподобие. Нелепая история, которая может случиться с каждым, подчёркивает беззащитность человека в любом обществе. Каким бы цивилизованным оно ни было — первобытные инстинкты всё равно берут своё, и в этот момент начинается «охота».
Премьера «Охоты» состоялась на 65-м Каннском кинофестивале, где сразу же после окончания фильма в зале прогремели бурные овации. Часть журналистов рассчитывала на победу картины в основной конкурсной программе, но «Золотую пальмовую ветвь» забрала «Любовь» Михаэля Ханеке.
Сразу два авторитетных кинокритика назвали «Охоту» лучшим проектом Винтерберга со времён «Торжества»: Дэвид Руни из The Hollywood Reporter и Питер Брэдшоу, представляющий газету The Guardian. Бойд Ван Хоэй, репортёр газеты Variety, отметил, что в «Охоте» проявляются темы, ранее затронутые во французской драме «Вина» и датской «Обвиняемый».
Актёрская работа Мэдса Миккельсена заняла отдельное место в отзывах обозревателей. По мнению Дэвида Руни, фильм движется благодаря разрушительному перевоплощению Миккельсена в беспорочного мужчину, чья жизнь находится под угрозой уничтожения. Впечатлительный, уязвлённый, выжатый и подведённый к краю безумия Лукас в исполнении актёра — полностью опустошённый персонаж. Выделяется реакция Питера Брэдшоу:
Выдающаяся игра Мэдса Миккельсена. Актёр полностью убедителен и правдоподобен, он в центре этого прекрасного фильма. Мэдс, наиболее известный в мире по роли злодея в „Казино «Рояль»“, просто показал, какой он изумительный артист.
Хоэй писал, что Миккельсен, ранее известный по воплощению ледяных и жестоких образов, впечатляет в «Охоте», сыграв мягкого мужчину, ищущего выход из ловушки.
Сам Винтерберг отзывался о собственном фильме так: «Это фильм про паранойю родительства. Будучи сам отцом, я понимаю агрессивность родителей в желании защитить своего ребёнка, понимаю страх, как бы с твоим ребёнком чего не случилось. Папа маленькой девочки, которая стала причиной скандала, верит безоговорочно детской фантазии, потому что думает, что он знает свою дочь. Девочка ведь не то чтобы сознательно врет, она говорит вещи типа „у воспитателя есть пенис“. Лгуньей она становится, когда пытается фантазировать дальше, чтобы соответствовать ожиданиям взрослых, задающих ей наводящие вопросы».

## Награды и номинации
- 2012 — 3 приза 65-го Каннского кинофестиваля: лучшая мужская роль (Мэдс Миккельсен), приз экуменического жюри (Томас Винтерберг), приз за технические достижения (оператору Шарлотте Бруус Кристенсен) и участие в основной конкурсной программе[11]
- 2012 — премия Европейской киноакадемии за лучший сценарий (Томас Винтерберг, Тобиас Линдхольм) и 4 номинации: лучший европейский фильм, лучшая режиссёрская работа (Томас Винтерберг), лучшая мужская роль (Мэдс Миккельсен), лучший монтаж (Анна Эстеруд, Янус Биллесков Янсен)[12]
- 2012 — премия британского независимого кино за лучший международный независимый фильм[13]
- 2013 — номинация на премию BAFTA за лучший фильм на иностранном языке[14]
- 2013 — номинация на премию «Оскар» за лучший фильм на иностранном языке[15]
- 2014 — номинация на премию «Независимый дух» за лучший международный фильм[16]
- 2014 — номинация на премию «Золотой глобус» за лучший фильм на иностранном языке[17]
- 2014 — 7 премий «Робер[англ.]»: лучший датский фильм, лучший режиссёр (Томас Винтерберг), лучший актёр (Мэдс Миккельсен), лучшая актриса второго плана (Сюссе Вольд), лучший оригинальный сценарий (Томас Винтерберг, Тобиас Линдхольм), лучший монтаж, приз зрительской аудитории[18].